# Gwardia Wrocław
 Gwardia Wrocław – polski klub sportowy, wielosekcyjny, założony w lipcu 1945 roku jako Milicyjny Klub Sportowy. Początkowo jego działalność sprowadzała się do piłki nożnej. W latach 80. XX wieku organizacja prowadziła już 19 sekcji. W Gwardii swoją karierę zaczynali przyszli medaliści igrzysk olimpijskich, mistrzostw świata, Europy i reprezentantów Polski.
Obecnie w klubie działa pięć dyscyplin: boks, judo, brydż sportowy, tenis, piłka siatkowa żeńska oraz męska, a trenuje w nim ponad 500 osób.

## Piłka siatkowa
Największe osiągnięcia zespołowe Gwardia odnosiła w piłce siatkowej. Siatkarze to trzykrotni mistrzowie kraju (1979/1980, 1980/1981, 1981/1982), zaś siatkarki do 2009 roku przez osiem sezonów występowały w najwyższej klasie ligowej.
Szerszy opis siatkarzy i siatkarek klubu w wymienionych hasłach:
- Gwardia Wrocław (piłka siatkowa) - sekcja siatkarska mężczyzn
- Gwardia Wrocław (piłka siatkowa kobiet) - piłka siatkowa kobiet

## Koszykówka
Nieistniejąca już dzisiaj sekcja koszykówki męskiej powstała w 1950 r. Po kilku latach koszykarze Gwardii awansowali do najwyższej klasy rozgrywkowej, w której występowali przez 21 sezonów (w latach 1956–1960, 1961–1963, 1976–1977 i 1980–1994). Przez wiele lat klub odnosił sukcesy (m.in. 4 wicemistrzostwa kraju). W latach 90. pojawiły się problemy finansowe. Klub próbował ratować sekcję poprzez szukanie sponsorów i kolejne zmiany nazwy (w latach 1990–1992 koszykarze występowali pod nazwą Aspro Wrocław), a nawet przenosząc sekcję do innych miast (w sezonie 1992/1993 grał jako Aspro Brzeg Dolny, a w sezonie 1993/1994 jako Aspro Świebodzice). W 1994 r. odeszli wszyscy czołowi zawodnicy, a klub połączył się ze spadkowiczem Górnikiem Wałbrzych, któremu przekazał sekcję koszykarską (nowy klub występował w ekstraklasie jeszcze przez 1 sezon pod nazwą Śnieżka Aspro Świebodzice z siedzibą w Wałbrzychu).
W Gwardii Wrocław występowało wielu czołowych polskich koszykarzy oraz reprezentantów Polski m.in. Adam Wójcik, Dominik Tomczyk, Jerzy Binkowski, Jarosław Zyskowski, Jacek Kalinowski, Leszek Doliński, Krzysztof Mila, Arkadiusz Osuch, Tomasz Grzechowiak, Robert Kościuk.

### Sukcesy
- Wicemistrzostwo Polski (4): 1987, 1988, 1990, 1992
- Brązowy Medalista Mistrzostw Polski (2): 1983, 1993
- Finalista Pucharu Polski (1) 1992

### Zawodnicy
Obcokrajowcy
- Jordan Kolew  (1990/1991)
- Nikołaj Peew  (1990/1991)
- Algirdas Brazys  (1991/1992)
- Arūnas Visockas  (1991/1992)
- Dyan Nixon  (1992)
- Carlton Screen  (1990/1991)
- Aleksander Gusjew  (1992/1993)

## Piłka nożna
Największym sukcesem nieistniejącej już piłkarskiej sekcji klubu jest zdobycie 13. miejsca w szesnastodrużynowej III lidze, grupie I w sezonie 1967/68.
W latach 1963–1967 w klubie grał m.in. późniejszy bramkarz reprezentacji Polski Jan Tomaszewski.

## Hokej na lodzie
W przeszłości w klubie działała także sekcja hokeja na lodzie.